# Gomphochernes depressimanus
Gomphochernes depressimanus es una especie de arácnido  del orden Pseudoscorpionida de la familia Chernetidae.

## Distribución geográfica
Se encuentra en Uruguay, Paraguay y Argentina.